# Elaphoglossum vestitum
Elaphoglossum vestitum là một loài thực vật có mạch trong họ Lomariopsidaceae. Loài này được (Schltdl. & Cham.) T. Moore mô tả khoa học đầu tiên năm 1857.